# Chile International 2001
Die Chile International 2001 im Badminton fanden Ende April 2001 statt.

## Sieger und Platzierte
| Disziplin    | Gold                                  | Silber                                | Bronze                                     |
| ------------ | ------------------------------------- | ------------------------------------- | ------------------------------------------ |
| Herreneinzel | Tjitte Weistra                        | José Antonio Iturriaga                | Edgar Kirkwood                             |
| Herreneinzel | Tjitte Weistra                        | José Antonio Iturriaga                | Hugo Madsen                                |
| Dameneinzel  | Lorena Blanco                         | Sandra Jimeno                         | Ximena Bellido                             |
| Dameneinzel  | Lorena Blanco                         | Sandra Jimeno                         | Doriana Rivera                             |
| Herrendoppel | José Antonio Iturriaga Tjitte Weistra | Helio Alvarez Munoz Edgar Kirkwood    | Maurico Munoz Burgos Luis Ramírez          |
| Herrendoppel | José Antonio Iturriaga Tjitte Weistra | Helio Alvarez Munoz Edgar Kirkwood    | Ernesto Cellino Marko Santelices           |
| Damendoppel  | Felicity Gallup Joanne Muggeridge     | Sandra Jimeno Doriana Rivera          | Ximena Bellido Lorena Blanco               |
| Damendoppel  | Felicity Gallup Joanne Muggeridge     | Sandra Jimeno Doriana Rivera          | Kamila Santelices Maribel Sobarzo Chaparro |
| Mixed        | Tjitte Weistra Doriana Rivera         | José Antonio Iturriaga Ximena Bellido | Luis Ramírez Kamila Santelices             |
| Mixed        | Tjitte Weistra Doriana Rivera         | José Antonio Iturriaga Ximena Bellido | Pamela Macaya Salinas Hugo Madsen          |